# Љозненски рејон
Љозненски рејон (блр. Лёзненскі раён; рус. Лиозненский район) административна је јединица другог нивоа на крајњем истоку Витепске области у Републици Белорусији.
Административни центар рејона је варошица Љозна.

## Географија
Љозненски рејон обухвата територију површине 1.417,63 км² и на 18. је месту је по површини међу рејонима Витепске области. Од рејона Витепске области граничи се са Витепским на северозападу и западу, Сјанонским на југозападу, док су на југу Оршански и Дубровенски рејон. На западу је подручје Смоленске области Руске Федерације.
Рељефом северног дела рејона преовладава благо заталасано Витепско побрђе, док је јужни део уз реку Лучосу нешто заравњенији. Највиша тачка рејона гора Гаршева са надморском висином од 296 м највиши је део целог Витепског побрђа, али и Витепске области.
Нешто мање од половине теротиторије рејона је под шумама.

## Историја
Рејон је успостављен 17. јула 1924. и до јула 1930. био је у саставу тадашњег Витепског округа. У саставу Витепске области је од 15. јануара 1938. године.

## Демографија
Према резултатима пописа из 2009. на том подручју стално је било насељено 17.659 становника или у просеку 12,45 ст/км².
| 1959.  | 1970.  | 1979.  | 1989.  | 1999.  | 2009.  |
| ------ | ------ | ------ | ------ | ------ | ------ |
| 31.717 | 28.848 | 25.201 | 23.509 | 21.850 | 17.659 |

Основу популације чине Белоруси са 86,66%, а следе Руси са 10,74% и Украјинци са 1,22%. Остали чине 1,38% популације.
Административно, рејон је подељен на подручје варошице Љозна која је уједно и административни центар, те на 6 сеоских општина. На територији рејона постоји укупно 308 насељених места.

## Саобраћај
Преко територије рејона пролази важан друмски и железнички правац на релацији Витепск—Смоленск.